# Gomer Township (Missouri)
Gomer Township est un township du comté de Caldwell dans le Missouri, aux États-Unis,. En 2000, sa population s'élève à 298 habitants. Le township est fondé en 1869 et baptisé en référence à Gomer, l'ancien nom de la communauté de Nettleton (en).